# Juan Antonio de Frías y Escalante
Pour les articles homonymes, voir Frias (homonymie) et Escalante.
Juan Antonio de Frías y Escalante est un peintre espagnol est né à Cordoue en 1633, et mort à Madrid en 1669.

## Biographie
Né à Cordoue, il s'est probablement fixé assez tôt à Madrid. Palomino a affirmé qu'il a travaillé avec Francisco Rizi. Il a été un artiste précoce car on a retrouvé des œuvres qu'il a exécutées alors qu'il n'avait pas encore vingt ans. Il a travaillé pour la Cour espagnole, mais atteint par la tuberculose, il est mort prématurément avant d'avoir atteint la plénitude de ses moyens.
Ses œuvres témoignent de l'admiration pour la peinture vénitienne, particulièrement celle de Tintoret et de Véronèse. En même temps, elles montrent aussi son intérêt pour les artistes de l'entourage d'Alonso Cano et Sebastián Herrera Barnuevo.
Il est connu comme un peintre de sujets religieux, avec l'important cycle de l'Ancien Testament préfigurant l'Eucharistie et provenant du couvent de la Merci Chaussée de Madrid (1667-1668). Antonio Palomino a admiré son tableau représentant le Christ mort (1663) qui a été réalisé pour le couvent des Clercs réguliers mineurs et qui semble inspiré par le Titien, maintenant au Musée du Prado.

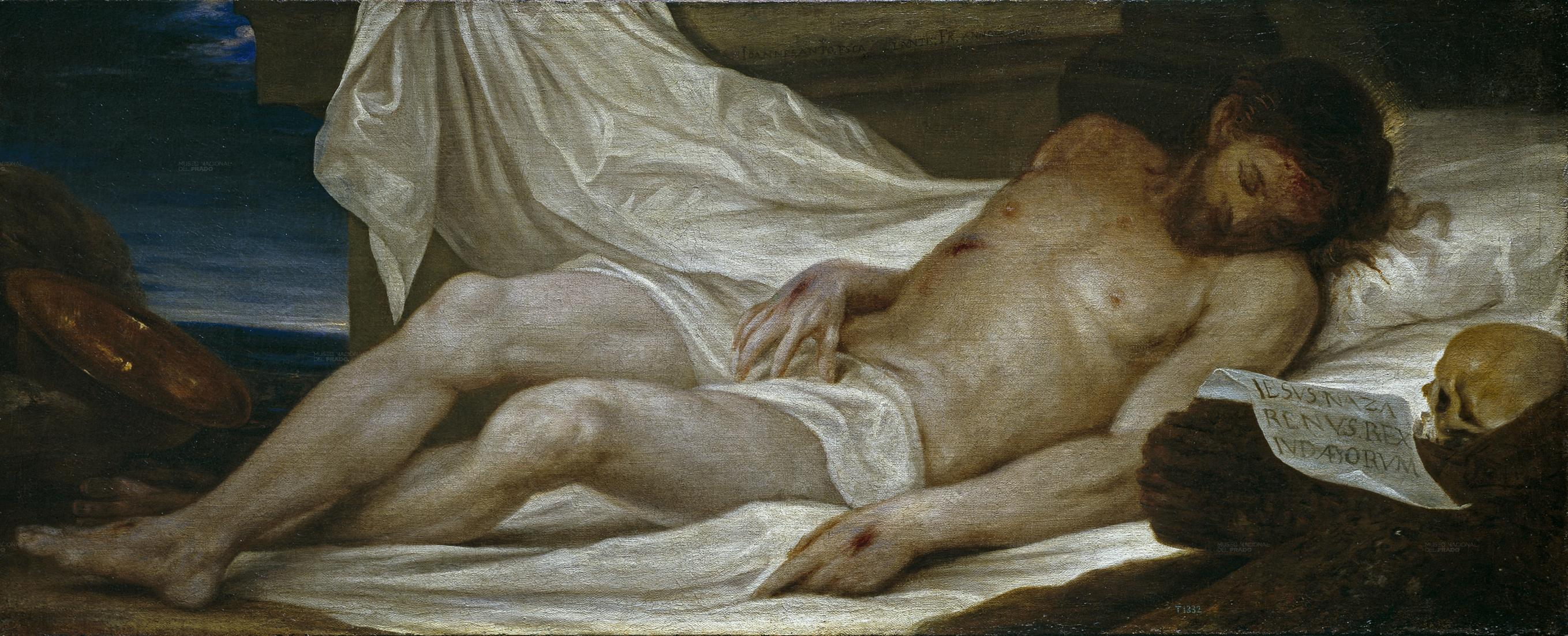
Le Christ mort
Musée du Prado

Certaines de ses peintures se remarquent par l'utilisation d'une gamme originale de couleurs, pâles et froides, avec des mauves, des roses, des bleus et des gris raffinés, avec une facture légère. On peut le considérer comme un artiste annonçant la peinture du XVIIIe siècle.

## Œuvres
- La coupe dans le sac de Benjamin[1], 1668, musée des beaux-arts, La Corogne
- Le prophète Élie et l'Ange – 1667, Gemäldegalerie, Berlin
- Le prophète Élie et l'Ange – 1668, musée du Prado, Madrid
- Ecce Homo – Musée du Prado, Madrid
- Communion de sainte Rose de Viterbe – Musée du Prado, Madrid
- Le Christ mort – 1663, Musée du Prado, Madrid
- Conversion de saint Paul – Musée Cerralbo, Madrid
- Immaculée Conception – Musée des beaux-arts, Budapest
- Saint Joseph et l'Enfant Jésus – 1660, musée de l'Ermitage, Saint-Pétersbourg
- Prudence d'Abigail – 1667, musée du Prado, Madrid
- La victoire de la foi sur les sens – 1667, musée du Prado, Madrid
- Abraham et les trois anges, musée du Prado, Madrie
- La Sainte Famille, musée du Prado, Madrid
- Andromède, musée du Prado, Madrid